# Глубинная мизансцена
Глуби́нная мизансцена (также: симульта́нная мизансцена или «глуби́нка») — вид мизансценирования в кинематографе, при котором драматургической значимостью обладает и передний, и задний планы. Термин был предложен французским кинокритиком Андре Базеном в статье «Уильям Уайлер: янсенист мизансцены» («Revue du Cinema», 1948). 

## Основные принципы
Симультанную мизансцену иногда ошибочно приравнивают к чисто композиционной глубине, которую создают за счёт линейной или тональной перспективы и которую можно обнаружить почти во всех фильмах, начиная с «Прибытия поезда» братьев Люмьер. Однако глубинная мизансцена обладает существенным отличием: цель приёма — не только создать иллюзию объёмного пространства, включить в кадр максимум реальности и передать целостное и одновременное присутствие обстановки и героев, но и снабдить передний и задний план сценами, которые одинаково значимы в сюжетном или психологическом отношении. Такая организация элементов в кадре предполагает челночное движение зрительского взгляда между фигурой и фоном, который становится значимым элементом. Именно поэтому Андре Базен считал глубинную мизансцену шагом вперёд для реалистического метода: она позволяет зрителю свободно блуждать взглядом по пространству кадра и самостоятельно решать, на чём сфокусировать внимание, — в отличие от раскадровки, которая до крайности субъективирует событие, исключает свойственную действительности многозначность.
Глубинная мизансцена является важным элементом антимонтажной концепции: совмещая в одном кадре несколько драматургически важных сцен, режиссер сокращает количество монтажных склеек. Для сравнения: почти трёхчасовой фильм «Лучшие годы нашей жизни», который Базен считает образцом симультанного мизансценирования, насчитывает не более 500 планов, тогда как в среднем в ту эпоху фильмы содержали по 300—400 планов в час.

## Примеры
Расцветом приёма Андре Базен считает 1938—1946 годы и к мастерам глубинной мизансцены причисляет Жана Ренуара, Роберто Росселлини, а также Уильяма Уайлера, Орсона Уэллса и других выдающихся деятелей золотого века Голливуда.
Выстраивание «глубинки» преследует в основном одну цель (не считая эстетической) — создание драматического напряжения. Классический пример, приводимый Базеном, — эпизод супружеской ссоры в фильме «Маленькие лисички» (1941) Уильяма Уайлера: в разгар пререканий у мужа начинается сердечный приступ, и он умоляет жену подняться в его комнату за лекарством; та отвечает хладнокровным молчанием, и муж вынужден идти самостоятельно. Камера остаётся практически неподвижной: на переднем плане — ярко освещенная героиня Бетт Дейвис, на заднем — в расфокусе, в полутьме — фигура еле поднимающего по лестнице героя в исполнении Герберта Маршалла. Чувство беспокойства растёт по мере того, как зритель переключает своё внимание с жестокой бездействующей супруги на умирающего мужа и обратно. По мысли французского кинотеоретика, при стандартной раскадровке той же сцены эмоциональное напряжение частично утратило бы свою силу.
Схожее визуальное решение можно обнаружить и в «Двойной страховке» Билли Уайлдера — в сцене, когда мистер Киз допрашивает единственного свидетеля, смутно видевшего убийцу. На заднем плане, между беседующими героями, стоит Уолтер Нефф — истинный, пока ещё не раскрытый злодей, ждущий, что свидетель вот-вот повернётся к нему и признает в нём преступника.